# Armée Patriotique Rwandaise Basketball Club
L'Armée Patriotique Rwandaise Basketball Club, comunemente noto semplicemente come APR, è una squadra di pallacanestro del Ruanda con sede a Kigali. Di proprietà e finanziata dal Ministero della Difesa del Ruanda, la squadra partecipa alla Rwanda Basketball League (RBL) e alla Basketball Africa League (BAL) per la stagione 2025. Soprannominata I Leoni, la squadra è la più titolata del paese, avendo vinto per 15 volte il campionato nazionale.

## Storia
La squadra nacque durante la lotta di liberazione del Fronte Patriottico Ruandese (RPF) nel corso della Guerra civile in Ruanda nel 1993, il club fu fondato con l’obiettivo di offrire un’attività ricreativa e di coinvolgimento per i soldati durante la tregua, mentre erano in corso i negoziati di pace che portarono infine alla firma degli Accordi di Arusha. Insieme alla squadra di basket, il Fronte Patriottico creò anche squadre di pallavolo e calcio, che continuano tuttora a essere operative
.
Con la fine della guerra civile l'APR iniziò a competere nella Rwanda Basketball League e dal 1995, stagione inaugurale della lega, al 2003, l'APR vinse nove campionati nazionali consecutivi.
I Leoni furono affidati nel 2005 al tecnico di origine keniota Cliff Uwuor, che rimarrà alla guida della squadra per diciotto anni, fino al 2023. Sotto la sua guida la squadra vinse nel 2007 e en 2008, vinse il FIBA Africa Zone 5 Club Championship, torneo valido per la qualificazione alla FIBA Africa Clubs Champions Cup, e conquistò il titolo nazionale in altre quattro occasioni nel 2005, 2006, 2008 e 2009.
Nel 2008, l’APR divenne la prima squadra nella storia del Rwanda Basketball League a concludere la stagione regolare senza sconfitte. I suoi successi furono dovuti in parte anche alla presenza di giocatori stranieri di alto livello, provenienti principalmente dalla Repubblica Democratica del Congo. 
Nel dicembre 2009 l'APR, ottenne uno storico terzo posto nella FIBA Africa Clubs Champions Cup 2009, giocatasi proprio a Kigali. Dopo aver terminato al secondo posto il proprio girone, i Leoni superarono ai quarti di finale l'Inter-Club per 99-80, ottenendo l'accesso alla Final Four per la prima volta in tre apparizioni nella competizione; in semifinale l'APR uscì sconfitto dalla sfida contro i futuri campioni del Primeiro de Agosto per 98-84, riuscendo però poi a vincere la finale per il terzo posto contro l'ASB Mazembe con il risultato di 80-92.
Dopo il tredicesimo titolo vinto nel 2009, il club attraversò un decennio senza risultati di rilievo. In quegli anni, la squadra decise di puntare su giocatori locali, scelta che lo stesso allenatore Uwuor indicò come una delle cause della diminuzione dei titoli conquistati.
Nella sessione di mercato del 2023, i Leoni si rinforzarono con l’acquisto di giocatori della nazionale ruandese come Axel Mpoyo, Jean Jacques Nshobozwabyosenumukiza e Ntore Habimana. L’APR pose così fine all'attesa per la vittoria di un trofeo durata 13 anni, vincendo nuovamente il titolo della Rwanda Basketball League 2023, sotto la guida del coach Maz Trakh.
L’APR ha esordito nella Basketball Africa League (BAL) nella stagione 2024, qualificandosi direttamente alla fase principale del torneo in qualità di campione del Ruanda. Inserita nella Sahara Conference, la squadra ha chiuso deludentemente al quarto posto del girone, diventando la prima squadra ruandese nella storia della lega a mancare la qualificazione ai playoff.
Nell’agosto dello stesso anno, ha però vinto la prima edizione della Rwanda Basketball Cup, battendo in finale il Rwanda Energy Group BBC per 110-93. L'APR ha inoltre conquistato anche la vittoria del suo quindicesimo titolo nazionale al termine della Rwanda Basketball League 2024, dopo aver sconfitto per 4-2 i Patriots Basketball Club nella serie delle finali.

## Palmarès

### Titoli nazionali
Rwanda Basketball League
- Campione (15): 1995, 1996, 1997, 1998, 1999, 2000, 2001, 2002, 2003, 2005, 2006, 2008, 2009, 2023, 2024
  - Finalista (2): 2013, 2014

Rwanda Basketball Cup
- Campione (1): 2024

Genocide Memorial Tournament
- Campione (1): 2024[10]

### Titoli Internazionali
FIBA Africa Zone 5 Club Championship
- Campioni (3): 2002, 2007, 2008

## Organico
Organico per la stagione 2024-2025
|    | Naz.                                         | Ruolo | Sportivo           | Anno | Alt. | Peso |  |
| -- | -------------------------------------------- | ----- | ------------------ | ---- | ---- | ---- |  |
| 2  | Stati Uniti (bandiera) · Ruanda (bandiera)   | PG    | Antino Jackson     | 1995 | 182  | 80   |  |
| 5  | Canada (bandiera)                            | G     | Chris Chris        | 2000 | 211  | 102  |  |
| 6  | Belgio (bandiera) · Ruanda (bandiera)        | G     | William Robeyns    | 1995 | 192  | 85   |  |
| 7  | Stati Uniti (bandiera) · Ruanda (bandiera)   | PG    | Adonis Filer       | 1993 | 195  | 90   |  |
| 8  | Canada (bandiera) · Ruanda (bandiera)        | G     | Jean-Victor Mukama | 1994 | 203  | 95   |  |
| 11 | Ruanda (bandiera)                            | G     | Jean Nshobozwa     | 1998 | 193  | 84   |  |
| 15 | Canada (bandiera) · Ruanda (bandiera)        | AP    | Ntore Habimana     | 1997 | 196  | 88   |  |
| 16 | RD del Congo (bandiera) · Francia (bandiera) | AG    | Nobel Boungou Colo | 1987 | 202  | 97   |  |
| 21 | Stati Uniti (bandiera) · Ruanda (bandiera)   | AG    | Alex Mpoyo         | 1996 | 203  | 95   |  |
| 24 | Ruanda (bandiera)                            | PG    | Ally Kubwimana     | 1995 | 180  | 75   |  |
| 30 | Ruanda (bandiera)                            | G     | Justin Uwitonze    | 2001 | 191  | 83   |  |
| 31 | Mali (bandiera)                              | AP    | Aliou Diarra       | 2001 | 200  | 92   |  |
| 52 | Stati Uniti (bandiera)                       | G     | Jordan McRae       | 1990 | 197  | 84   |  |
| 55 | Ruanda (bandiera)                            | C     | Osborn Shema       | 1997 | 213  | 105  |  |
| 75 | Nigeria (bandiera)                           | C     | Israel Otobo       | 2004 | 200  | 100  |  |
| 80 | Ruanda (bandiera)                            | C     | Shaffi Habineza    | 1996 | 205  | 101  |  |
|    | Stati Uniti (bandiera)                       | G     | Chasson Randle     | 1992 | 188  | 82   |  |
|    | Senegal (bandiera)                           | C     | Youssou Ndoye      | 1991 | 213  | 115  |  |
|    | Senegal (bandiera)                           | G     | Assane Mandian     | 2006 | 198  | 85   |  |
|    | Ruanda (bandiera)                            | AG    | Dick Rutatika      | 2003 | 206  | 98   |  |

### Staff tecnico
| Ruolo           | Nome                |
| --------------- | ------------------- |
| Capo Allenatore | James Maye          |
| Assistente      | Daniel Zigirinshuti |
| Assistente      | Igor Mugisha        |

## Cestisti

### Cestisti celebri
- Darko Balaban
- Michael Dixon
- Filer Adonis
- Matthew Edward Miller
- Alex Mpoyo
- Jean-Victor Mukama
- Rolly Fula Nganga
- Demarcus Holland
- Dario Hunt
- Prince Ibeh
- Isom Cedric
- Kami Kabange

- Isaiah Miller
- Bella Murekatete
- Noel Obadiah
- Jean Jacques Nshobozwabyosenumukiza
- Israel Otobo
- William Robeyns
- Tom Wamukota
- Chasson Randle
- Youssou Ndoye
- Jordan McRae
- Nobel Boungou Colo

## Allenatori
- Cliff Uwuor: (2005-2023)[2][12]
- Maz Trakh: (2023-2024)
- James Maye: (2024-presente)[13]